# 张弨
张弨（1625年—?），字力臣，号及斋，江苏山阳（今江苏淮安）人。
父张致中，崇祯朝贡生，藏书甚富。张弨生于明天启五年，早年為诸生，明亡後，放棄舉業，以卖书和刻书为生。“尤嗜金石文字”，曾協助顧炎武校刊《音學五書》。工畫事，精於花、鸟，亦工书法。